# 루트 박스

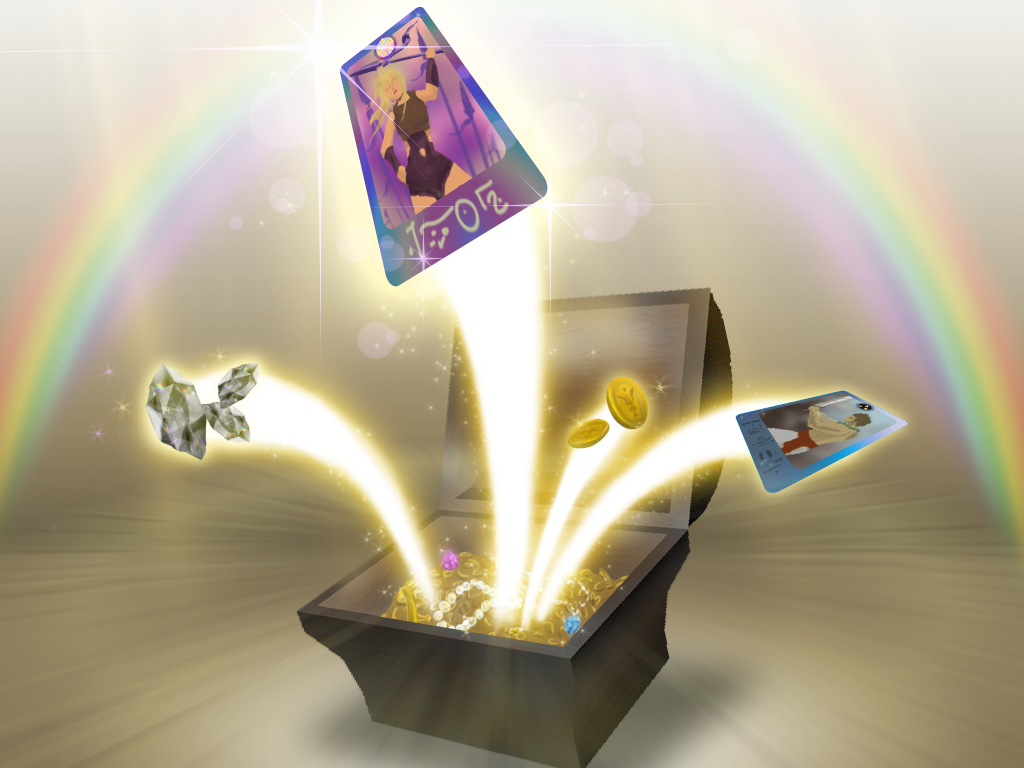

비디오 게임에서 루트 박스(영어: Loot box), 또는 랜덤 박스(한국어식 영어: Random box)는 간단한 아이템에서 무기나 갑옷 같은 장비까지 다양한 아이템을 무작위로 받을 수 있는 가상의 소모성 아이템이다.